# Førerhund
En førerhund er en hund, der har til opgave at føre blinde og synshæmmede uden om hindringer, således at de kan færdes så frit og uhindret som muligt. En førerhund er både en servicehund, en tjenestehund og en familiehund for brugerne.
I Danmark er der to foreninger med certificering til at træne Førerhunde: Brugernes FørerhundeOrdning og Dansk Blindesamfund.
Et forsigtigt skøn siger, at der har været mere end 1.000 førerhunde i brug i Danmark. I Danmark findes der ca. 260 førerhunde.